# Scrutins en France sous la Cinquième République
 (avril 2025).
La France, sous la Cinquième République, est un régime représentatif. Les représentants des branches législative et exécutive y sont élus (directement ou indirectement) par les citoyens français ou nommés par les représentants élus. Les citoyens français peuvent également être consultés par référendum sous certaines conditions.

## Scrutins en France sous la Cinquième République
Au niveau national, la France élit un chef d'État — le président de la République française — et une législature :
- Le président de la République est élu pour un mandat de cinq ans au suffrage universel direct lors de l'élection présidentielle.
- Le parlement est composé de deux chambres :
  - L'Assemblée nationale compte 577 membres, élus pour un mandat de cinq ans au suffrage universel direct dans des circonscriptions locales lors des élections législatives.
  - Le Sénat compte 348 membres élus pour un mandat de six ans au suffrage indirect : 336 sont élus par un collège électoral de représentants des départements, régions, communes, collectivités d'outre-mer (entre autres) et 12 par l'Assemblée des Français de l'étranger (assemblée de 150 membres élus par les Français vivant en dehors de France, qui a remplacé le Conseil supérieur des Français de l'étranger) lors des élections sénatoriales.

Au niveau local, les citoyens français élisent au suffrage universel direct plusieurs gouvernements locaux :
- les membres des conseils régionaux dans chaque région lors des élections régionales ;
- les membres des conseils départementaux dans chaque département lors des élections départementales ;
- les membres des conseils municipaux dans chaque commune lors des élections municipales.

Les différentes collectivités d'outre-mer peuvent également élire leurs propres représentants (élections territoriales en Polynésie française, assemblées de Provinces et Congrès en Nouvelle-Calédonie).
Au niveau européen, les élections du Parlement européen — dites élections européennes — permettent aux citoyens européens d'élire les députés du Parlement européen pour des mandats quinquennaux fixes[En quoi ?]. Elles se tiennent depuis 1979. La France organise l'élection du contingent de députés alloués à la France, par les citoyens inscrits en France.
Par ailleurs, les conseillers des conseils de prud'hommes sont élus par les salariés et les employeurs lors des élections prud'homales.

## Électeurs
Les électeurs sont les citoyens français âgés de 18 ans ou plus inscrits sur les listes électorales. Pour les élections municipales et européennes, les citoyens d'autres pays de l'Union européenne peuvent décider de voter en France.
L'inscription sur les listes électorales n'est pas obligatoire, mais elle est nécessaire pour pouvoir voter. Les citoyens français atteignant 18 ans sont automatiquement inscrits. Les citoyens peuvent s'inscrire sur leur lieu de résidence ou à un endroit où ils payent les charges locales depuis au moins 5 ans. Ceux vivant à l'étranger peuvent s'inscrire au consulat dont ils dépendent. Dans tous les cas, il n'est possible de s'inscrire qu'à un seul endroit.
Seuls les citoyens inscrits comme électeurs peuvent se présenter aux élections.
Dans certains cas, les personnes condamnées peuvent être temporairement interdites d'inscription sur les listes électorales (ce qui par conséquent les empêche de se présenter et d'être élues).

## Liste des scrutins par année

### 1958
La constitution de la Cinquième République fut adoptée par référendum le 28 septembre 1958, sous la Quatrième République.
- 23 et 30 novembre : législatives
- 7 décembre : territoriales néo-calédoniennes
- 21 décembre : présidentielle

### 1959
- 8 et 15 mars : municipales
- 26 avril : sénatoriales
- 27 décembre : référendum sur la création du territoire d'outre-mer de Wallis et Futuna

### 1961
- 8 janvier : référendum sur l'autodétermination en Algérie
- 4 et 11 juin : cantonales (cantons renouvelés en 1955)

### 1962
- 8 avril : référendum sur les accords d'Évian
- 15 avril : territoriales néo-calédoniennes
- 23 septembre : sénatoriales (série A)
- 28 octobre : référendum sur l'élection au suffrage universel du président de la République
- 18 et 25 novembre : législatives

### 1964
- 8 et 15 mars : cantonales (cantons renouvelés en 1958)

### 1965
- 14 et 21 mars : municipales
- 26 septembre : sénatoriales (série B)
- 5 et 19 décembre : présidentielle

### 1967
- 5 et 12 mars : législatives
- 9 juillet : territoriales néo-calédoniennes
- 24 septembre et 1er octobre: cantonales (cantons renouvelés en 1961)

### 1968
- 23 et 30 juin : législatives
- 22 septembre : sénatoriales (série C)

### 1969
- 27 avril : référendum sur la réforme régionale et du Sénat
- 1er et 15 juin : présidentielle

### 1970
- 23 et 30 septembre : cantonales (cantons renouvelés en 1964)

### 1971
- 14 et 21 mars : municipales
- 26 septembre : sénatoriales (série A)

### 1972
- 23 avril : référendum sur l'élargissement de la CEE
- 10 septembre : territoriales néo-calédoniennes

### 1973
- 4 et 11 mars : législatives
- 23 et 30 septembre : cantonales (cantons renouvelés en 1967)

### 1974
- 5 et 19 mai : présidentielle
- 22 septembre : sénatoriales (série B)

### 1976
- 7 et 14 mars : cantonales (cantons renouvelés en 1970)

### 1977
- 13 et 20 mars : municipales
- 11 septembre : territoriales néo-calédoniennes
- 25 septembre : sénatoriales (série C)

### 1978
- 12 et 19 mars : législatives

### 1979
- 18 et 25 mars : cantonales (cantons renouvelés en 1973)
- 7 juin : européennes
- 1er juillet : territoriales néo-calédoniennes

### 1980
- 28 septembre : sénatoriales (série A)

### 1981
- 26 avril et 10 mai : présidentielle
- 14 et 21 juin : législatives

### 1982
- 14 et 21 mars : cantonales (cantons renouvelés en 1976)

### 1983
- 6 et 13 mars : municipales
- 25 septembre : sénatoriales  (série B)

### 1984
- 17 juin : européennes
- 18 novembre : territoriales néo-calédoniennes

### 1985
- 10 et 17 mars : cantonales (cantons renouvelés en 1979)
- 29 septembre : régionales néo-calédoniennes

### 1986
- 16 mars :
  - législatives (tour unique)
  - régionales
- 28 septembre : sénatoriales (série C)

### 1988
- 24 avril : régionales néo-calédoniennes
- 24 avril et 8 mai : présidentielle
- 5 et 12 juin : législatives
- 25 septembre  : cantonales (cantons renouvelés en 1982)
- 6 novembre : référendum sur l'autodétermination en Nouvelle-Calédonie

### 1989
- 12 et 19 mars : municipales
- 11 juin : provinciales néo-calédoniennes
- 18 juin : européennes
- 24 septembre : sénatoriales (série A)

### 1992
- 22 mars : régionales
- 22 et 29 mars : cantonales (cantons renouvelés en 1985)
- 20 septembre : référendum sur le traité de Maastricht
- 27 septembre : sénatoriales (série B)

### 1993
- 21 et 28 mars : législatives

### 1994
- 20 et 27 mars : cantonales (cantons renouvelés en 1988)
- 12 juin : européennes

### 1995
- 23 avril  : présidentielle
- 11 et 18 juin : municipales
- 9 juillet : provinciales néo-calédoniennes
- 24 septembre : sénatoriales (série C)

### 1997
- 25 mai et 1er juin : législatives

### 1998
- 15 mars : régionales
- 15 et 22 mars : cantonales (cantons renouvelés en 1992)
- 5 mai : référendum local sur l'Accord de Nouméa
- 27 septembre : sénatoriales (série A)

### 1999
- 9 mai : provinciales néo-calédoniennes
- 13 juin : européennes

### 2000
- 24 septembre : référendum sur le quinquennat présidentiel

### 2001
- 11 et 18 mars :
  - cantonales (cantons renouvelés en 1994)
  - municipales
- 23 septembre : sénatoriales (série B)

### 2002
- 21 avril et 5 mai  : présidentielle
- 9 et 16 juin : législatives

### 2003
- 6 juillet : référendum local en Corse sur la réforme du statut de l'île
- 7 décembre : référendum local en Guadeloupe, en Martinique, à Saint-Barthélemy et à Saint-Martin

### 2004
- 21 et 28 mars :
  - cantonales (cantons renouvelés en 1998)
  - régionales
- 9 mai : provinciales néo-calédoniennes
- 23 mai : territoriales polynésiennes
- 13 juin : européennes
- 26 septembre : sénatoriales (série C)

### 2005
- 29 mai : référendum français sur le traité établissant une constitution pour l'Europe

### 2006
- 19 mars : territoriales à Saint-Pierre-et-Miquelon
- 18 juin : consulaires (zone B: Europe-Levant-Asie)

### 2007
Compte tenu du calendrier électoral originellement chargé de l'année 2007 (cinq élections auraient dû s'y tenir en six mois, dont des élections cantonales et municipales en mars pendant la campagne de l'élection présidentielle et des élections sénatoriales en septembre), deux lois du 15 décembre 2005 ont procédé au report en 2008 des élections cantonales, municipales et sénatoriales.
- 1er avril : territoriales à Wallis-et-Futuna
- 22 avril  : présidentielle (1er tour)
- 6 mai : présidentielle (2nd tour)
- 10 et 17 juin : législatives
- 1er et 8 juillet : territoriales à Saint-Barthélémy et à Saint-Martin

### 2008
- 27 janvier et 10 février : territoriales polynésiennes
- 9 et 16 mars : 
  - cantonales (cantons renouvelés en 2001)
  - municipales
- 21 septembre : sénatoriales (série A)

### 2009
- 29 mars : référendum local sur la départementalisation de Mayotte
- 10 mai : provinciales néo-calédoniennes
- 7 juin : 
  - européennes
  - consulaires (zone A: Amériques-Afrique)

### 2010
- 10 et 24 janvier : référendums locaux en Guyane et en Martinique
- 14 et 21 mars : régionales

### 2011
- 20 et 27 mars : cantonales (cantons renouvelés en 2004)
- 25 septembre : sénatoriales (renouvellement par moitié et non plus par tiers : élection pour un mandat de 6 ans des 170 sénateurs de la nouvelle série 1 et fin des mandats de 10 ans des sénateurs de l'ancienne série B élus en 2001 et des mandats de 7 ans de certains sénateurs de l'ancienne série C élus en 2004).

### 2012
- 18 mars : territoriales à Saint-Barthélémy, à Saint-Martin et à Saint-Pierre-et-Miquelon
- 25 mars : territoriales à Saint-Martin, à Saint-Pierre-et-Miquelon et à Wallis-et-Futuna
- 22 avril et 6 mai : présidentielle
- 10 et 17 juin : législatives

### 2013
- 7 avril : référendum local sur la collectivité territoriale d'Alsace
- 21 avril et 5 mai : territoriales polynésiennes

### 2014
- 23 et 30 mars : municipales
- 11 mai : provinciales néo-calédoniennes
- 24 et 25 mai : consulaires
- 25 mai : européennes
- 28 septembre : sénatoriales (renouvellement par moitié et non plus par tiers : élection pour un mandat de 6 ans des 178 sénateurs de la nouvelle série 2 et fin des mandats de 10 ans de certains sénateurs de l'ancienne série C élus en 2004 et des mandats de 6 ans des sénateurs de l'ancienne série A élus en 2008)

### 2015
- 22 et 29 mars : départementales[3]
- 6 et 13 décembre : régionales[4]

### 2016
- 26 juin : référendum local sur le Projet d'aéroport du Grand Ouest en Loire-Atlantique[5]

### 2017
- 19 mars : territoriales à Saint-Barthélémy, à Saint-Martin et à Saint-Pierre-et-Miquelon
- 26 mars : territoriales à Saint-Martin et à Wallis-et-Futuna
- 23 avril et 7 mai : présidentielle[6]
- 11 et 18 juin : législatives
- 24 septembre : sénatoriales (série 1)[7]
- 3 et 10 décembre : territoriales en Corse

### 2018
- 22 avril et 6 mai : territoriales polynésiennes
- 4 novembre : référendum local en Nouvelle-Calédonie

### 2019
- 12 mai : provinciales néo-calédoniennes
- 26 mai : européennes[8]

### 2020
- 15 mars et 28 juin : municipales et métropolitaines de la métropole de Lyon[9]
- 27 septembre : sénatoriales[10]

### 2021
- 29 et 30 mai : consulaires[11]
- 20 et 27 juin : départementales et régionales[12]

### 2022
- 20 et 27 mars : territoriales à Saint-Barthélemy[13], Saint-Martin[14], Saint-Pierre-et-Miquelon[15] et Wallis-et-Futuna[16]
- 10 et 24 avril : présidentielle[17]
- 12 et 19 juin : législatives[18]

### 2023
- 16 et 30 avril : territoriales polynésiennes
- 24 septembre : sénatoriales[19]

### 2024
- 9 juin : européennes
- 30 juin et 7 juillet : législatives

### 2026
- mars: municipales
- provinciales néo-calédoniennes